# Sarococcus deplanatus
Sarococcus deplanatus är en insektsart som beskrevs av Jennifer M. Cox 1987. Sarococcus deplanatus ingår i släktet Sarococcus och familjen ullsköldlöss. Inga underarter finns listade i Catalogue of Life.